# Clube DataRo de Ciclismo
L'equip Clube DataRo de Ciclismo, (codi UCI: DAT) és un equip ciclista brasiler. Entre el 2011 i el 2014 va tenir categoria Continental.

## Principals victòries
- Volta del Paranà: Renato Seabra (2007)
- Volta a l'Estat de São Paulo: Gregolry Panizo (2008)
- Giro a l'Interior de São Paulo: Renato Seabra (2010), Gregolry Panizo (2014)
- Volta a Gravataí: Renato Seabra (2011)

### Grans Voltes
- Tour de França
  - 0 participacions

- Giro d'Itàlia
  - 0 participacions

- Volta a Espanya
  - 0 participacions

## Classificacions UCI
L'equip participà les temporades en les proves dels circuits continentals i principalment en les curses del calendari de l'UCI Amèrica Tour. Aquesta taula presenta les classificacions de l'equip als circuits, així com el seu millor corredor en la classificació individual.
UCI Amèrica Tour
| Temporada | Classificació per equips | Millor ciclista en la classificació individual |
| --------- | ------------------------ | ---------------------------------------------- |
| 2011      | 2n                       | Gregolry Panizo (2n)                           |
| 2012      | 34è                      | Rodrigo Araujo (229è)                          |
| 2013      | 11è                      | Kléber Ramos (79è)                             |
| 2014      | 10è                      | Gregolry Panizo (44è)                          |